# Сборная Вест-Индии по крикету
Сборная Вест-Индии по крикету, Вест-Индийская крикетная команда (англ. West Indies cricket team) или «Уиндиз» (англ. Windies) — международная крикетная сборная, представляющая ряд преимущественно англоязычных государств и территорий Центральной и Южной Америки в тестовых матчах, а также матчах по правилам ODI и Twenty20. С середины семидесятых и до девяностых годов XX века сборная считалась одной из сильнейших в мире. Команду представляли сильнейшие крикетисты мира, в том числе сэр Гарфилд Соберс, Лэнс Гиббс, Гордон Гринидж, Джордж Хедли, Брайан Лара, Клайв Ллойд, Малькольм Маршалл, Энди Робертс, Элвин Калликэрран, Рохан Канхаи, сэр Фрэнк Уоррелл, Клайд Уолкотт, Эвертон Уикс, Кёртли Эмброуз, Майкл Холдинг, Кортни Уолш, Джоэл Гарнер, сэр Вив Ричардс — все они стали резидентами Зала славы ICC.
Команда дважды становилась чемпионом мира ODI (1975, 1979), выигрывала чемпионат мира Twenty20 (2012) и Чемпионс Трофи (2004). Карибские спортсмены стали первыми двукратными чемпионами мира ODI и, следовательно, первой сборной, сумевшей выиграть два первенства подряд. Вест-Индия стала первой командой, игравшей в финале трёх чемпионатов мира подряд (1975, 1979, 1983). Все эти рекорды впоследствии побила сборная Австралии.

## Представляемые страны и территории
- Независимые государства
  -  Антигуа и Барбуда
  -  Барбадос
  -  Доминика
  -  Гренада
  -  Гайана
  -  Ямайка
  -  Сент-Люсия
  -  Сент-Винсент и Гренадины
  -  Тринидад и Тобаго
- Части Сент-Китс и Невис
  - Сент-Китс
  - Невис
- Британские территории
  -  Ангилья
  -  Монтсеррат
  -  Британские Виргинские острова
- Нидерландские территории
  -  Синт-Мартен
- Американские территории
  -  Американские Виргинские Острова

## Стадионы
Список стадионов, использовавшихся для проведения по крайней мере одного тестового матча.
- «Куинз Парк Овал»,  Порт-оф-Спейн
- «Кенсингтон Овал»,  Бриджтаун
- «Бурда»,  Джорджтаун
- «Сабина Парк»,  Кингстон
- «Антигуа Рекриэйшн Граунд»,  Сент-Джонс
- «Арнос Вейл»,  Кингстаун
- «Нейшнл Крикет Стэдиум»,  Сент-Джорджес
- «Босежюр Стэдиум»,  Гро-Иле
- «Уорнер Парк Стэдиум»,  Бастер
- «Провиденс Стэдиум»,  Джорджтаун
- «Сэр Вивиан Ричардс Стэдиум»,  Норт-Саунд
- «Уиндзор Парк Стэдиум»,  Розо

## Выступления

### Чемпионат мира ODI
- 1975: чемпион
- 1979: чемпион
- 1983: финал
- 1987: 1-й раунд
- 1992: 1-й раунд
- 1996: полуфинал
- 1999: 1-й раунд
- 2003: 1-й раунд
- 2007: супер 8[3]
- 2011: четвертьфинал

### Чемпионат мира Twenty20
- 2007: 1-й раунд
- 2009: полуфинал
- 2010: супер 8[3]
- 2012: чемпион

### Чемпионс Трофи
- 1998: финал
- 2000: 1-й раунд
- 2002: 1-й раунд
- 2004: чемпион
- 2006: финал
- 2009: 1-й раунд
- 2013: 1-й раунд